# Mandevilla manarana
Mandevilla manarana är en oleanderväxtart som beskrevs av G. Morillo. Mandevilla manarana ingår i släktet Mandevilla och familjen oleanderväxter. Inga underarter finns listade i Catalogue of Life.